# 7517 Alisondoane
A 7517 Alisondoane (ideiglenes jelöléssel (7517) 1989 AD) a Naprendszer kisbolygóövében található aszteroida. Takuo Kojima fedezte fel 1989. január 3-án.